# Patrick Krauskopf
Patrick Krauskopf ist ein Schweizer Rechtsanwalt, Unternehmer und Rechtswissenschaftler mit Schwerpunkt Wirtschaftsrecht, Kartellrecht, Compliance und Litigation-PR.

## Ausbildung
Von 1986 bis 1991 studierte er Rechtswissenschaft an der Universität Freiburg i. Üe. mit einem Auslandssemester an der Boalt Hall (UC Berkeley) und schloss mit dem Lizenziat (summa cum laude) ab. Krauskopf war Assistent bei Professor Peter Gauch am Institut für Baurecht (1992–1993). Nach dem Erwerb das Anwaltspatentes im Kanton Aargau (1995) arbeitet er in einer Anwaltskanzlei und am Schweizer Bundesgericht als Gerichtsschreiber. Parallel dazu promovierte er 1999 an der Universität Freiburg i. Üe. Er schloss seine Dissertation mit dem Prädikat „summa cum laude“ ab und wurde mit dem Professor Walther Hug-Preis ausgezeichnet. Nach Erwerb des LL.M. an der Harvard Law School (2005) wurde er ebenfalls als Anwalt in New York zugelassen.

## Beruf
Patrick Krauskopf war von 2001 bis 2009 Vizedirektor der Wettbewerbskommission (WEKO) in Bern. Seit 2003 ist er Professor an der Zürcher Hochschule für angewandte Wissenschaften (ZHAW) in Winterthur. Krauskopf gründete 2014 die Anwaltskanzlei AGON Partners Legal AG mit Sitz in Zürich. Seit 2017 ist er Präsident des Vorstandes der Swiss Association for Compliance and Competition Law (ACCL), seit 2019 ist er Präsident des Vorstandes bei Swiss Legal Tech Solutions GmbH und seit 2021 ist er Präsident des Stiftungsrates für die Stiftung KMU für Rechtsdurchsetzung (SKR). Krauskopf ist ebenfalls Präsident der Prüfungskommission des SAV Paralegal. Patrick Krauskopf ist Präsident von Verwaltungsräten von mehreren (börsenkotierten) Unternehmen, darunter Villars Holding AG, Konzeptplus AG, AGON Partners Legal AG, AGON Partners Public Affairs AG, AGON Partners Compliance AG und Plastocor AG.
Seit 2021 ist er Mitglied der Eidgenössischen Kommunikationskommission (ComCom).
Patrick Krauskopf veröffentlichte diverse peer-reviewte Beiträge in wissenschaftlichen Zeitschriften, drei Monografien und 22 Buchbeiträge zum Schweizer und europäischen Wettbewerbsrecht.
In den Schweizer Medien ist Patrick Krauskopf regelmässiger Gast bei Radio- und Fernsehbeiträgen zum Wettbewerbsrecht. Er gilt auch als einer der führenden Praktiker im deutschsprachigen Raum im Bereich Litigation-PR und wurde von dem Schweizer Magazin Medienwoche als „Litigation-PR-Papst“ bezeichnet.

## Schriften (Auswahl)

### Peer-reviewte Beiträge in wissenschaftlichen Zeitschriften
Babey, Fabio; Krauskopf, Patrick, 2022. Wettbewerbsabreden über technische Standards. Aktuelle Juristische Praxis. 2022(2), S. 100–108.
Krauskopf, Patrick L.; Fischer, Lars A., 2021. Neue Technologien im kartellrechtlichen Härtetest : unter besonderer Berücksichtigung von Blockchain, Smart Contracts und KI. Sic! Zeitschrift für Immaterialgüter-, Informations- und Wettbewerbsrecht. 2021(12), S. 651–664.
Carron, Blaise; Krauskopf, Patrick, 2016. Art. 5 KG und die erhebliche Wettbewerbsbeeinträchtigung: eine Frage der Auslegung. Jusletter.
Krauskopf, Patrick; Kaufmann, Oliver, 2015. Das System der Rechtfertigungsgründe im Kartellrecht: Einwendungen in der Fusionskontrolle. Sic! Zeitschrift für Immaterialgüter-, Informations- und Wettbewerbsrecht. 2015(1), S. 15–20.
Krauskopf, Patrick; Russ, Sebastian D., 2014. Lizenzverträge und Wettbewerbsrecht. Sic! Zeitschrift für Immaterialgüter-, Informations- und Wettbewerbsrecht. 2014(12), S. 753–768.
Krauskopf, Patrick; Kaufmann, Oliver, 2013. Das System der Rechtfertigungsgründe im Kartellrecht: Einwendungen bei Wettbewerbsabreden. Sic! Zeitschrift für Immaterialgüter-, Informations- und Wettbewerbsrecht. 2013, S. 67–79.
Krauskopf, Patrick; Rochat, Délphine, 2010. Le pouvoir discrétionnaire des autorités de la concurrence: compte-rendu de la Conférence de la Ligue Internationale du droit de la Concurrence (LIDC). Sic! Zeitschrift für Immaterialgüter-, Informations- und Wettbewerbsrecht. 2010(11).
Krauskopf, Patrick; Schaller, Olivier, 2010. Programme de clémence et sanctions cartellaires: premières expériences pratiques. Sic! Zeitschrift für Immaterialgüter-, Informations- und Wettbewerbsrecht. 2010(2), S. 71–81.
Krauskopf, Patrick; Rochat, Délphine, 2009. Wirksame kartellrechtliche Compliance. Anwaltsrevue. 2009(2), S. 70.
Krauskopf, Patrick; Graber, Andreas, 2008. Die neue Vertikalbekanntmachung: ein Leitfaden für Praktiker. Sic! Zeitschrift für Immaterialgüter-, Informations- und Wettbewerbsrecht. 2008(11), S. 781–798.
Krauskopf, Patrick; Henckel, Sophie, 2006. Art. 2 Abs. 1bis KG : Gedanken zum neuen Unternehmensbegriff. Sic! Zeitschrift für Immaterialgüter-, Informations- und Wettbewerbsrecht. 2006(11), S. 740–751.

### Bücher und Monografien
Waldmann, Bernhard; Krauskopf, Patrick, Hrsg., 2023. Praxiskommentar Verwaltungsverfahrensgesetz (VwVG): unter Einschluss des Reglements über die Kosten und Entschädigungen vor dem Bundesverwaltungsgericht (VGKE). 3. Auflage. Zürich: Schulthess. ISBN 978-3-7255-8311-9.
Geiser, Thomas; Krauskopf, Patrick; Münch, Peter, Hrsg., 2005. Schweizerisches und europäisches Wettbewerbsrecht. 1. Auflage. Basel: Helbing & Lichtenhahn. Handbücher für die Anwaltspraxis; 9. ISBN 978-3-7190-2284-6.
Krauskopf, Patrick, 2000. Der Vertrag zugunsten Dritter. Fribourg: Universitätsverlag Freiburg Schweiz. ISBN 978-3-7278-1277-4.

### Buchbeiträge
Krauskopf, Patrick; Wyssling, Markus, 2023. Kommentar zu Art. 12 VwVG . In: Waldmann, Bernhard; Krauskopf, Patrick, Hrsg., Praxiskommentar Verwaltungsverfahrensgesetz (VwVG) : unter Einschluss des Reglements über die Kosten und Entschädigungen vor dem Bundesverwaltungsgericht (VGKE). Zürich: Schulthess. S. 291–343.
Krauskopf, Patrick; Wyssling, Markus, 2023. Kommentar zu Art. 13 VwVG . In: Waldmann, Bernhard; Krauskopf, Patrick, Hrsg., Praxiskommentar Verwaltungsverfahrensgesetz (VwVG) : unter Einschluss des Reglements über die Kosten und Entschädigungen vor dem Bundesverwaltungsgericht (VGKE). Zürich: Schulthess. S. 345–376.
Krauskopf, Patrick, 2022. § 11 Regulatorische Vorgaben . In: Jörg, Florian S.; Gnos, Urs P.; Olgiati, Lorenzo, Hrsg., Mergers & Acquisitions. Basel: Helbing & Lichtenhahn. S. 687–773.
Krauskopf, Patrick; Giudici, Camilla, 2021. Private Enforcement und Kartellrecht: ein Rechtsvergleich EU – Schweiz. In: Epiney, Astrid; Zlătescu, Petru Emanuel, Hrsg., Schweizerisches Jahrbuch für Europarecht 2020/2021. Zürich: Schulthess.
Krauskopf, Patrick; Schraner, Felix, 2017. Kartellrechtliche Compliance: Praxistipps für Unternehmen und Manager . In: Schulthess Manager Handbuch 2017. Zürich: Schulthess. S. 61–69.
Krauskopf, Patrick; Babey, Fabio, 2016. Art. 12 KG Ansprüche aus Wettbewerbsbehinderung . In: Fischer, Willi; Luterbacher, Thierry, Hrsg., Haftpflichtkommentar : Kommentar zu den schweizerischen Haftpflichtbestimmungen. Zürich: Dike. S. 2335–2371.
Krauskopf, Patrick; Babey, Fabio; Emmenegger, Katrin, 2016. Kommentar zu Art. 12 VwVG : Grundsatz . In: Waldmann, Bernhard; Weissenberger, Philippe, Hrsg., Praxiskommentar Verwaltungsverfahrensgesetz (VwVG). Zürich: Schulthess. S. 249–292.
Krauskopf, Patrick; Babey, Fabio; Emmenegger, Katrin, 2016. Kommentar zu Art. 13 VwVG: Mitwirkung der Parteien . In: Waldmann, Bernhard; Weissenberger, Philippe, Hrsg., Praxiskommentar Verwaltungsverfahrensgesetz (VwVG). Zürich: Schulthess. S. 293–318.
Krauskopf, Patrick; Schaller, Oliver, 2014. Kooperation zwischen Wettbewerbsbehörden: Schweiz und EU gehen neue Wege . In: Epiney, Astrid; Diezig, Stefan, Hrsg., Schweizerisches Jahrbuch für Europarecht : 2013/2014. Zürich: Schulthess. S. 273–282.
Krauskopf, Patrick; Babey, Fabio, 2013. Kartellrecht . In: Mathis, Klaus; Meyer, Conrad, Hrsg., Basiswissen Recht: ein praxisorientierter Leitfaden. Zürich: Schulthess. S. 700–727. Kleiner Merkur.
Krauskopf, Patrick; Schaller, Olivier, 2013. Kartellrecht und private enforcement : Sammelklagen in der EU und in der Schweiz . In: Epiney, Astrid; Diezig, Stefan, Hrsg., Schweizerisches Jahrbuch für Europarecht. Zürich: Schulthess. S. 287–299. Schweizerisches Jahrbuch für Europarecht; 2012/2013.
Krauskopf, Patrick; Babey, Fabio, 2013. Lauterkeitsrecht . In: Mathis, Klaus; Meyer, Conrad, Hrsg., Basiswissen Recht : ein praxisorientierter Leitfaden. Zürich: Schulthess.S. 728–740. Kleiner Merkur.
Krauskopf, Patrick; Babey, Fabio, 2013. Preisüberwachungsrecht . In: Mathis, Klaus; Meyer, Conrad, Hrsg., Basiswissen Recht : ein praxisorientierter Leitfaden. Zürich: Schulthess. S. 741–746. Kleiner Merkur.
Krauskopf, Patrick; Schaller, Olivier, 2012. Die Kriminalisierung des Schweizer Kartellrechts . In: Queloz, Nicolas; Niggli, Marcel; Riedo, Christof, Hrsg., Droit pénal et diversités culturelles : mélanges en l’honneur de José Hurtado Pozo. Zürich: Schulthess. S. 405–424.
Krauskopf, Patrick; Stephan, Valérie, 2010. Accords verticaux : les nouvelle règles de l'Union européenne et leurs effets en Suisse . In: Epiney, Astrid; Gammenthaler, Nina, Hrsg., Schweizerisches Jahrbuch für Europarecht: annuaire suisse de droit européen. Zürich: Schulthess. S. 349–368. Schweizerisches Jahrbuch für Europarecht; 2009/2010.
Krauskopf, Patrick; Schaller, Olivier, 2010. Materiellrechtliche Bestimmungen : unzulässige Wettbewerbsbeschränkungen : Art.5 . In: Amstutz, Marc; Reinert, Mani, Hrsg., Kartellgesetz. Basel: Helbing & Lichtenhahn. S. 355–451. Basler Kommentar.
Emmenegger, Katrin; Krauskopf, Patrick, 2009. Kommentierung Art. 12–13 VwVG . In: Waldmann, Bernhard; Weissenberger, Philippe, Hrsg., VwVG: Praxiskommentar zum Bundesgesetz über das Verwaltungsverfahren. Zürich: Schulthess. S. 249–313.
Schaller, Olivier; Krauskopf, Patrick, 2009. Les cartels respectueux de l’environnement . In: Trigo Trindade, Rita; Peter, Henry; Bovet, Christian, Hrsg., Economie, environnement, éthique : de la responsabilité sociale et sociétale. Zürich: Schulthess. S. 339–350. Collection genevoise : Recueils de textes.
Krauskopf, Patrick; Carron, Sabrina, 2008. Rechtsentwicklungen im europäischen Recht und die Schweiz : Wettbewerbsrecht 2007 . In: Epiney, Astrid; Civitella, Tamara, Hrsg., Schweizerisches Jahrbuch für Europarecht. Zürich: Schulthess. S. 121–142. Schweizerisches Jahrbuch für Europarecht; 2007/2008.
Krauskopf, Patrick; Riesen, Olivier, 2006. Selektive Vertriebsverträge . In: Zäch, Roger, Hrsg., Das revidierte Kartellgesetz in der Praxis. Zürich: Schulthess. S. 83–112.
Dähler, Rolf; Krauskopf, Patrick; Strebel, Mario, 2005. Aufbau und Nutzung von Marktpositionen . In: Geiser, Thomas; Krauskopf, Patrick; Münch, Peter, Hrsg., Schweizerisches und europäisches Wettbewerbsrecht. Basel: Helbing & Lichtenhahn. S. 267–324. Handbücher für die Anwaltspraxis; 9.
Krauskopf, Patrick; Carron, Sabrina, 2005. Rechtsentwicklung im europäischen Recht und die Schweiz : Wettbewerbsrecht 2005 . In: Epiney, Astrid, Hrsg., Schweizerisches Jahrbuch für Europarecht : annuaire suisse de droit européen 2004/2005. Bern: Stämpfli. S. 30. Schweizerisches Jahrbuch für Europarecht ; 2004/2005.

## Medien (Auswahl)
Patrick Krauskopf: Besserer Schutz für Whistleblower – Tagesgespräch – SRF. 17. Dezember 2021, abgerufen am 16. Januar 2024.
Kartellrecht – Behindern Hörgeräte-Hersteller den Wettbewerb? 4. April 2023, abgerufen am 17. Januar 2024.
Klimahandel: Das Kariba-Grounding (Folge 5) – News Plus Hintergründe – SRF. 30. November 2023, abgerufen am 17. Januar 2024.
25 Jahre neues Kartellrecht – Weko steht vor grossen Herausforderungen. 16. Mai 2021, abgerufen am 17. Januar 2024.
«Die Wirtschaft ist immer einen Schritt voraus» – Echo der Zeit – SRF. 15. November 2018, abgerufen am 17. Januar 2024.
Net-Zero Insurance Alliance: Ein Fall fürs Kartellrecht? 18. April 2023, abgerufen am 17. Januar 2024 (Schweizer Hochdeutsch).